# Fukagawa Tomotaka
Tomotaka Fukagawa (sinh ngày 24 tháng 7 năm 1972) là một cầu thủ bóng đá người Nhật Bản.

## Sự nghiệp câu lạc bộ
Tomotaka Fukagawa đã từng chơi cho Cerezo Osaka, Consadole Sapporo và Mito HollyHock.